# Parasympathomimetikum
Parasympathomimetika (Mehrzahl von Parasympathomimetikum) sind Arzneimittel, welche die Wirkung des Parasympathikus nachahmen. Dabei wird Acetylcholin als Botenstoff eingesetzt. Man unterscheidet zwischen direkten und indirekten Parasympathomimetika.
- Direkte Parasympathomimetika wie Carbachol, Bethanechol, Methacholin, Pilocarpin oder Arecolin greifen als Agonisten unmittelbar an den muscarinergen Acetylcholinrezeptoren an. Der endogene Transmitter Acetylcholin würde sich für eine pharmakologische Therapie nicht eignen, da er binnen Millisekunden durch die Cholinesterasen inaktiviert wird.

- Indirekte Parasympathomimetika wie Physostigmin, Rivastigmin, Pyridostigmin, Neostigmin oder Distigmin hemmen Cholinesterasen und somit den Abbau von Acetylcholin. Die Bezeichnung „indirekte Parasympathomimetika“ ist hier allerdings schlecht gewählt, da Acetylcholin als Transmitter sowohl im Parasympathikus, im Sympathikus als auch an der motorischen Endplatte der Skelettmuskulatur vorkommt und die Acetylcholinesterase auch dort gehemmt wird.

Parasympathomimetische Wirkungen dieser Stoffe sind unter anderem eine Verengung der Pupillen, eine Stimulation des Speichelflusses sowie therapeutische Effekte bei Darm- und Blasenatonie. Als pflanzliches Laxans wurde das Präparat Rheogen „mit Belladonnae“ angeboten.
Diejenigen Cholinesterasehemmer, die auch zentralnervöse Wirkungen entfalten, werden bei leichter bis mittelschwerer Alzheimererkrankung eingesetzt (Rivastigmin, Donepezil, Galantamin; Tacrin nur noch selten). Ihre Effektivität ist umstritten.